# Santa Fe Springs
Santa Fe Springs, fundada en 1905, es una ciudad ubicada en el condado de Los Ángeles en el estado estadounidense de California. En el año 2000 tenía una población de 17,438 habitantes y una densidad poblacional de 2,004.4 personas por km².

## Geografía
Santa Fe Springs se encuentra ubicada en las coordenadas 34°0′4″N 118°12′40″O / 34.00111, -118.21111. Según la Oficina del Censo, la ciudad tiene un área total de 22,9 km² (8,8 mi²), de la cual 22,7 km² (8,8 mi²) es tierra y 0,3 km² (0,1 mi²) (3.10%) es agua.

### Localidades adyacentes
El siguiente diagrama muestra a las localidades en un radio de 16 kilómetros (9,9 mi) de Santa Fe Springs.

## Demografía
Según la Oficina del Censo en 2007 los ingresos medios por hogar en la localidad eran de $44,540, y los ingresos medios por familia eran $49,867. Los hombres tenían unos ingresos medios de $33,413 frente a los $27,279 para las mujeres. La renta per cápita para la localidad era de $14,547. Alrededor del 12.5% de la población estaban por debajo del umbral de pobreza.

## Ciudades hermanas
- Navojoa, Sonora, México
- Tirschenreuth, Baviera, Alemania
- Santa Fe, Santa Fe, Argentina